# 長鼻跳鼠
長鼻跳鼠（Leptictidium），又名两脚猬“小古猬”，是一屬細小的史前動物，生存在始新世。牠們廣泛分佈在歐洲，但約於4000萬年前消失，並沒有留下後裔。
長鼻跳鼠的前肢細小，但後肢很大，像縮小了的袋鼠。根據牠們的骨骼結構研究，顯示牠們是以跳躍來移動。同時期，基於頭顱骨的研究發現牠們有長及可行動的鼻子，這有點像象鼩。牠們大約60-90厘米長。
長鼻跳鼠的完整化石是在德國麥塞爾化石坑發現。牠們毛皮的輪廓及胃部內的食物亦被保留了下來，得知牠們是肉食性的，以昆蟲、蜥蜴及其他細小的哺乳動物为食。
於始新世末期，地球的氣候開始漸冷，最終很多熱帶森林亦消失。長鼻跳鼠不能適應這個環境而滅絕。

## 大众文化
小古猬出现在BBC纪录片《与野兽共舞》的第一集中，并且是该集的主角。然而正如节目末尾所说，小古猬没有未来，现在地球上没有任何一种动物与之相近。

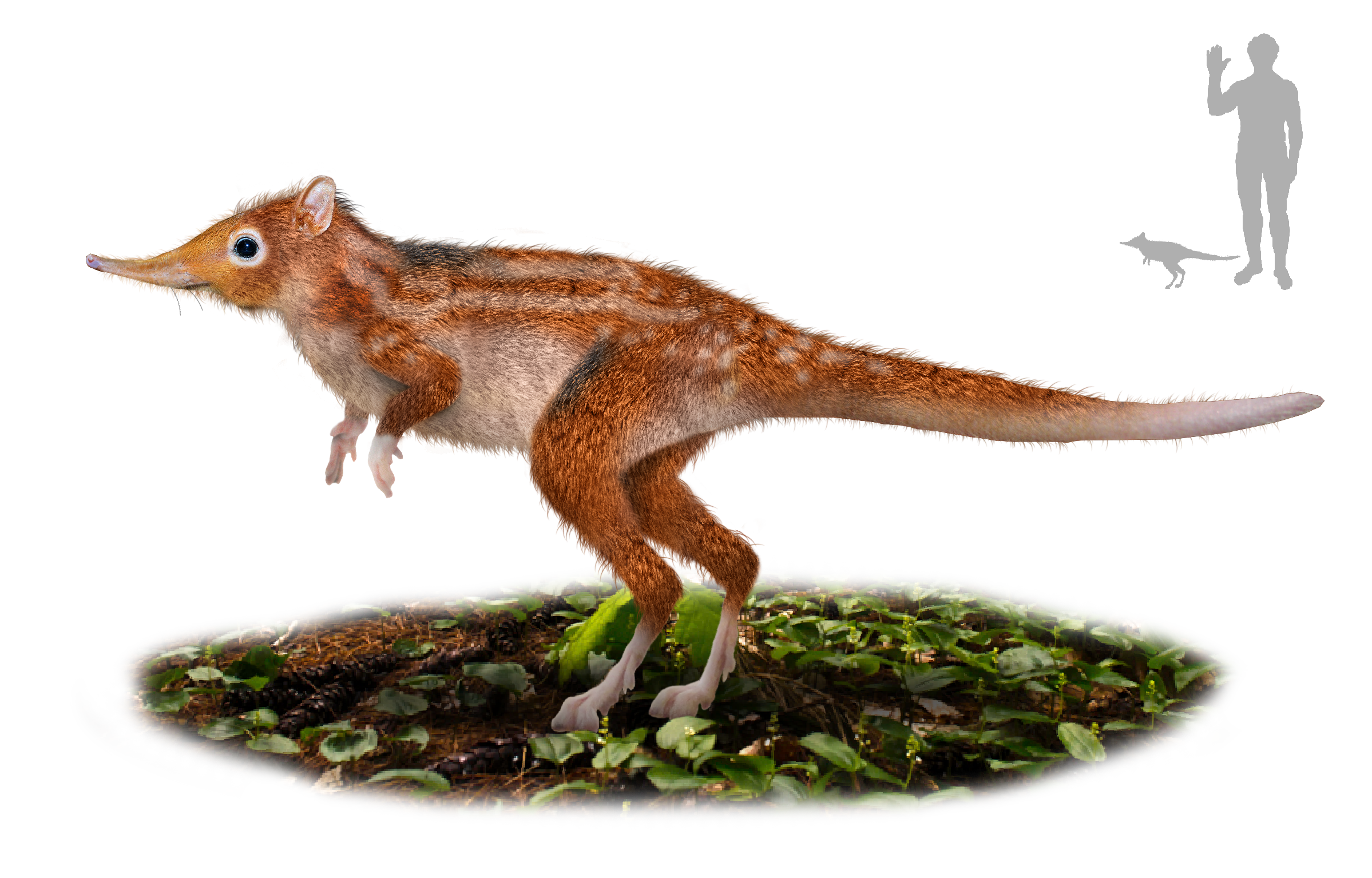
長鼻跳鼠

## 外部連結
BBC Online Science and Nature